# Banisteriopsis salicifolia
Banisteriopsis salicifolia är en tvåhjärtbladig växtart som först beskrevs av De Candolle, och fick sitt nu gällande namn av B. Gates. Banisteriopsis salicifolia ingår i släktet Banisteriopsis och familjen Malpighiaceae. Inga underarter finns listade i Catalogue of Life.